# Capasa ancylotoxa
Capasa ancylotoxa là một loài bướm đêm trong họ Geometridae.